# Heudreville-sur-Eure
Heudreville-sur-Eure – miejscowość i gmina we Francji, w regionie Normandia, w departamencie Eure.
Według danych na rok 1990 gminę zamieszkiwało 918 osób, a gęstość zaludnienia wynosiła 65 osób/km² (wśród 1421 gmin Górnej Normandii Heudreville-sur-Eure plasuje się na 269. miejscu pod względem liczby ludności, natomiast pod względem powierzchni na miejscu 169).